# Audagoste
Audagoste (Aoudaghost), também conhecida como Auadaguste (Awadaghust), Audugaste (Awdughast) e Auduguxte (Awdaghusht), foi um importante cidade-oásis da extremidade sul da rota caravaneira transaariana mencionado em alguns manuscritos árabes antigos. As ruínas descobertas em Tegdauste, no sul da Mauritânia, são cogitadas como o sítio desta cidade medieval.

## Fontes árabes

Rotas transaarianas do Saara Ocidental c. 1000-1500